# Славски колач
Славски колач је традиционални српски колач (односно врста хлеба). Прави се приликом одржавања славе. Обичај је да домаћица испече колач који затим свештеник освешта, залије црвеним вином и ломи сваком присутном члану породице по комад пре ручка.
Славски колач је симбол тела Исуса Христа, а вино којим се колач прелива представља његову крв. Зато се на средини колача, као и на четири места по ободу, ставља печат са словима ИС ХС НИ КА (ћирилицом) што је грчка скраћеница од „Исус Христос побеђује“.

## Галерија
- Славски колач у цркви Св. Јована Шангајског на Церу
- Славски колач у цркви Св. Јована Крститеља у Накучанима
- Ломљење колача у цркви Свете Тројице у Лојаницама
- „Печат” (шаралица) од липовог дрвета из XIX века. У народу познат и као „поскурник” служио је за шарање славског колача и за култне хлебове. Део је збирке предмета уз обичаје (култни предмети) Народног музеја у Лесковцу.